# إتامي (هيوغو)
مدينة إتامي (بالإنجليزية: Itami)‏ هي أحد المدن التابعة لمحافظة هيوغو. تأسست رسميًا في 10/11/1940. ويقدر عدد سكانها بـ 194488 نسمة حسب تقدير مكتب الإحصاء الياباني لعام 2012. تبلغ مساحة إتامي 24.97 كم2. بكثافة سكانية تبلغ 7789 نسمة/كم2.

## أعلام
- هيروكي كيشيدا
- تاكوجي يونيموتو
- كازوهيرو موري
- كاتسوكي يامازاكي
- إيكو ايمورا